# Gilberto Marques Paulo
Gilberto Marques Paulo (Palmeira dos Índios, 17 de dezembro de 1934 - Recife, 15 de novembro de 2024) foi um advogado e político brasileiro, tendo o Partido da Social Democracia Brasileira como sua última agremiação partidária. Foi secretário e deputado estadual por Pernambuco além de vice-prefeito e prefeito do Recife.

## Carreira política

### Vice-prefeito do Recife (1989-1990)
Na eleição municipal do Recife em 1988 foi candidato ao cargo de vice-prefeito na chapa de Joaquim Francisco, pelo Partido da Frente Liberal, Joaquim e Gilberto foram eleitos em turno único, com 248.781 votos, quantitativo que representava 49,51% do eleitorado total daquele pleito.
Em 1.º de abril de 1990 tornou-se prefeito da capital pernambucana em função da renúncia do então titular do cargo, Joaquim Francisco, que precisou se descompatibilizar do cargo para concorrer as eleições de 1990 para o cargo de governador do estado.

### Prefeito do Recife (1990-1992)
Durante seu mandato como prefeito instituiu o Dia do Frevo, comemorado no dia 9 de fevereiro.

### Deputado Estadual por Pernambuco (1999-2002)
Em 1998 concorreu ao cargo de Deputado Estadual pelo Pernambuco, pelo PFL, alcançou a vitória com 29,830 votos. em 2001 trocou o PFL pelo PSDB acompanhando o líder de seu grupo político Roberto Magalhães.
Durante sua atuação parlamentar presidiu a comissão de educação e cultura além da comissão de Regimento e Ética da Assembleia Legislativa.

## Morte
Gilberto morreu em 15 de novembro de 2024, aos 89 anos vítima de um engasgo em casa, o ex-prefeito do Recife convivia há 13 anos com Alzheimer.